# Fernando Remacha
Fernando Remacha Villar (Tudela, 15 décembre 1898 – Pampelune, 21 février 1984), est un compositeur espagnol, probablement le compositeur navarrais le plus représentatif et pourtant oublié du XXe siècle.

## Biographie
Il étudie le violon à Tudela et plus tard à Pampelune et Aramendía. Il s'installe plus tard à Madrid, où il suit les classes de violon de José del Hierro et la composition avec Conrado del Campo. De cette époque madrilène correspondent ses premières œuvres, certaines de grande qualité tel le ballet La Maja Vestida (1919), le poème symphonique L’Aube (1922) ou les Trois pièces pour piano (1923).
En 1923, il gagne le prix de Rome de l'Académie des beaux-arts de San Fernando avec une cantate et une fugue et obtient une bourse qui lui permet d'aller en Italie pour se perfectionner avec Gian Francesco Malipiero à Rome. De cette période datent, entre autres, le motet Quam pulchri sunt pour chœur et orchestre (1925) ou l’Hommage à Góngora (1927).
En 1928, il retourne à Madrid et obtient un poste d'alto dans l'Orchestre symphonique d'Arbós. Prend en charge, également la gestion et la direction artistique de la société Filmófono, qui lui permet réaliser la musique de plusieurs films et des arrangements et de collaborer avec des réalisateurs de films de prestige, tels José Luis Sáenz de Heredia ou Luis Buñuel.
En 1930, apparaît dans le Groupe des Huit de Madrid, également baptisé Groupe de 31, ou Groupe de la République avec Salvador Bacarisse, Julián Bautista, Juan José Mantecón, Rosa García Ascot, les frères Rodolfo et Ernesto Halffter, Gustavo Pittaluga et devient l'un des musiciens les plus représentatifs de la Génération de 27.
La Guerre Civile coupe court à l'effort et aux illusions de cette génération de compositeurs qui, en exil, se dispersent dans différents pays. Quelques-uns s'enfuirent de l'Espagne et d'autres, tels que les Remacha, optent pour l'exil intérieur. Après la Guerre civile, les Espagnols reviennent à Tudela et il abandonne pratiquement la composition jusqu'à la cinquantaine.
Remacha obtient trois fois le Prix national de la musique : en 1932 avec le Quatuor avec piano ; en 1938 avec son second Quatuor à cordes, et le dernier en 1980.
En 1957, Fernando Remacha prend la direction du nouveau Conservatoire Pablo Sarasate de Pampelune, qui devient, sous sa direction, un établissement de formation. Il y reste jusqu'à sa retraite en 1973.

## Œuvre
Le style de Fernando Remacha évolue de l'influence de Stravinsky et de Falla jusqu'à une atonalité très expressionniste. De l'ensemble de son œuvre, il est à noter que certains partitions constituent à elle seule des étapes importantes dans la musique contemporaine espagnole : les deux quatuors (1925, 1931), la cantate, Jésus-Christ sur la Croix pour soli, chœur et orchestre (1964, Prix de musique ibérico-américain Tomás Luis de Victoria la même année), le motet Quam pulchri sunt, les Vêpres de la saint-Firmin (1951), le Concerto pour guitare et orchestre (1955), la Rapsodia de Estella (1958) pour piano et orchestre, ainsi que l'œuvre pour piano et de la musique chorale.

## Prix
- 1938, 1980 et 1982 : Prix national de musique pour la composition.